# La Cadillac de Dolan
La Cadillac de Dolan (titre original : Dolan's Cadillac) est un roman court de Stephen King qui fait partie du recueil Rêves et Cauchemars publié en 1993. Il a été publié pour la première fois en 1985 dans la newsletter  mensuelle Castle Rock.

## Résumé
Robinson, instituteur, ne vit plus que pour venger sa femme Elizabeth, victime d'un attentat organisé par Dolan, un puissant malfaiteur contre lequel elle devait témoigner dans un procès. Durant sept longues années, il surveille Dolan. Celui-ci est constamment protégé et se déplace dans une Cadillac blindée. Robinson arrive à la conclusion qu'il ne peut l'atteindre qu'en l'attirant dans un piège dans le désert au cours d'un de ses déplacements entre Las Vegas et Los Angeles.
Pendant un an, il se prépare physiquement en suivant un régime et en faisant du sport, ce qui suscite les moqueries de ses collègues. L'été, il réussit à vaincre les réticences du contremaître Tincker et se fait embaucher sur un chantier des ponts et chaussées. Il endure le travail épuisant et la chaleur écrasante pendant un mois puis devient conducteur d'engins. À la rentrée, il est transformé et impose le respect.
Prétextant l'écriture d'une scène de roman, il demande à un collègue mathématicien de lui calculer les dimensions d'une fosse pour enterrer un engin « imaginaire », dont les dimensions sont celles de la Cadillac. Chaque année, pour la fête de l'Indépendance, le 4 juillet, Dolan se rend à L.A. en voiture. Robinson surveille sa maison et réussit à déterminer le jour de son arrivée en se faisant passer pour un traiteur auprès de la société de services qui s'occupe de la résidence.
Il choisit une portion de la route 71 en travaux pour préparer son piège, dans lequel il attirera Dolan en retirant le panneau de déviation. Il achète un van, change les plaques, rassemble le matériel et se met au travail le vendredi pour l'achever le dimanche matin, juste avant l'heure prévue du passage de Dolan. Il retire la signalisation de la déviation, à l'exception d'un panneau qu'il retirera au dernier moment. Il découpe le macadam au marteau-piqueur, cache les morceaux dans le fossé, creuse la fosse et la recouvre d'une toile qui rend le piège invisible de loin. Il gare le van à proximité après avoir démonté une roue pour faire croire à une panne. Il se met à surveiller les voitures qui arrivent à la jumelle. L'une d'entre elles est une Cadillac, mais elle est verte et non grise comme celle de Dolan. Robinson envisage la possibilité que Dolan ait changé de voiture. Il n'a que quelques secondes pour prendre sa décision : ouvrir son piège au risque d'y faire tomber des innocents, ne pas l'ouvrir et laisser échapper Dolan. La voix d'Elizabeth, qu'il entend en permanence pour le soutenir et l'encourager, lui souffle que ce n'est pas Dolan. Elle a raison, presque aussitôt, c'est bien la Cadillac grise de Dolan que Robinson voit arriver.
Le piège fonctionne parfaitement : la Cadillac disparaît dans la fosse. L'avant est écrasé, l'habitacle est intact mais ses occupants ne peuvent en sortir. Robinson remet en place les cônes et le panneau de déviation. Dolan, prisonnier dans la voiture avec ses deux hommes, tire à travers le toit sans toucher Robinson. Le malfaiteur essaie alors de sauver sa vie en offrant un million de dollars. Tout en pelletant de la terre pour enfouir la Cadillac, Robinson fait semblant d'accepter une négociation et exige de Dolan qu'il hurle le plus fort possible. Il savoure ainsi sa vengeance. Il finit de combler la fosse avec la pelleteuse et s'endort, épuisé. Le lendemain matin, en pleine tempête de sable, il remet en place les plaques d'asphalte, écoutant une dernière fois les supplications de Dolan, enterré vivant. De retour chez lui, Robinson a un malaise et doit subir une opération au dos. Il se rétablit et, sa vengeance accomplie, retrouve la sérénité. Grâce à la tempête, Dolan n'est jamais retrouvé.

## Genèse
La nouvelle est inspirée par La Barrique d'amontillado, d'Edgar Allan Poe. Elle est écrite par Stephen King au milieu des années 1980 et est d'abord publiée en 1985 en cinq épisodes dans le fanzine Castle Rock puis, en 1989, dans une édition limitée à 1 250 exemplaires chez Lord John Press. Après l'avoir révisée, King l'intègre sous sa forme définitive dans le recueil Rêves et Cauchemars (1993). 

## Adaptations
La Cadillac de Dolan (Dolan’s Cadillac) est un film réalisé par Jeff Beesley en 2009.